# Liste der Bodendenkmale in Ellingstedt
In der Liste der Bodendenkmale in Ellingstedt sind die Bodendenkmale der Gemeinde Ellingstedt nach dem Stand der Bodendenkmalliste des Archäologischen Landesamts Schleswig-Holstein von 2016 aufgelistet.
| Denkmal-ID           | Befundart           | Bezeichnung                                    | Zeitstellung                 | Lage | Bemerkungen | Bild |
| -------------------- | ------------------- | ---------------------------------------------- | ---------------------------- | ---- | --- | ---- |
| aKD-ALSH-Nr. 003 762 | Befestigung > Wall  | Landwehr/Wall/Schanze/Panzergraben „Krummwall“ | Frühmittelalter              |      | Komplex aus Danewerk mit Krummwall, Hauptwall, Nordwall und Verbindungswall sowie Haithabu mit Halbkreiswall, Hafen, Hochburg, Südsiedlung und Südgräberfeld |      |
| aKD-ALSH-Nr. 003 762 | Befestigung > Wall  | Landwehr/Wall/Schanze/Panzergraben „Krummwall“ | Frühmittelalter              |      | Komplex aus Danewerk mit Krummwall, Hauptwall, Nordwall und Verbindungswall sowie Haithabu mit Halbkreiswall, Hafen, Hochburg, Südsiedlung und Südgräberfeld |      |
| aKD-ALSH-Nr. 003 781 | Grabmal > Grabhügel | Grabhügel                                      | Vor- und/oder Frühgeschichte |      | |      |
| aKD-ALSH-Nr. 003 782 | Grabmal > Grabhügel | Grabhügel                                      | Vor- und/oder Frühgeschichte |      | |      |
| aKD-ALSH-Nr. 003 783 | Grabmal > Grabhügel | Grabhügel                                      | Vor- und/oder Frühgeschichte |      | |      |
| aKD-ALSH-Nr. 003 784 | Grabmal > Grabhügel | Grabhügel                                      | Vor- und/oder Frühgeschichte |      | |      |